# Monofora

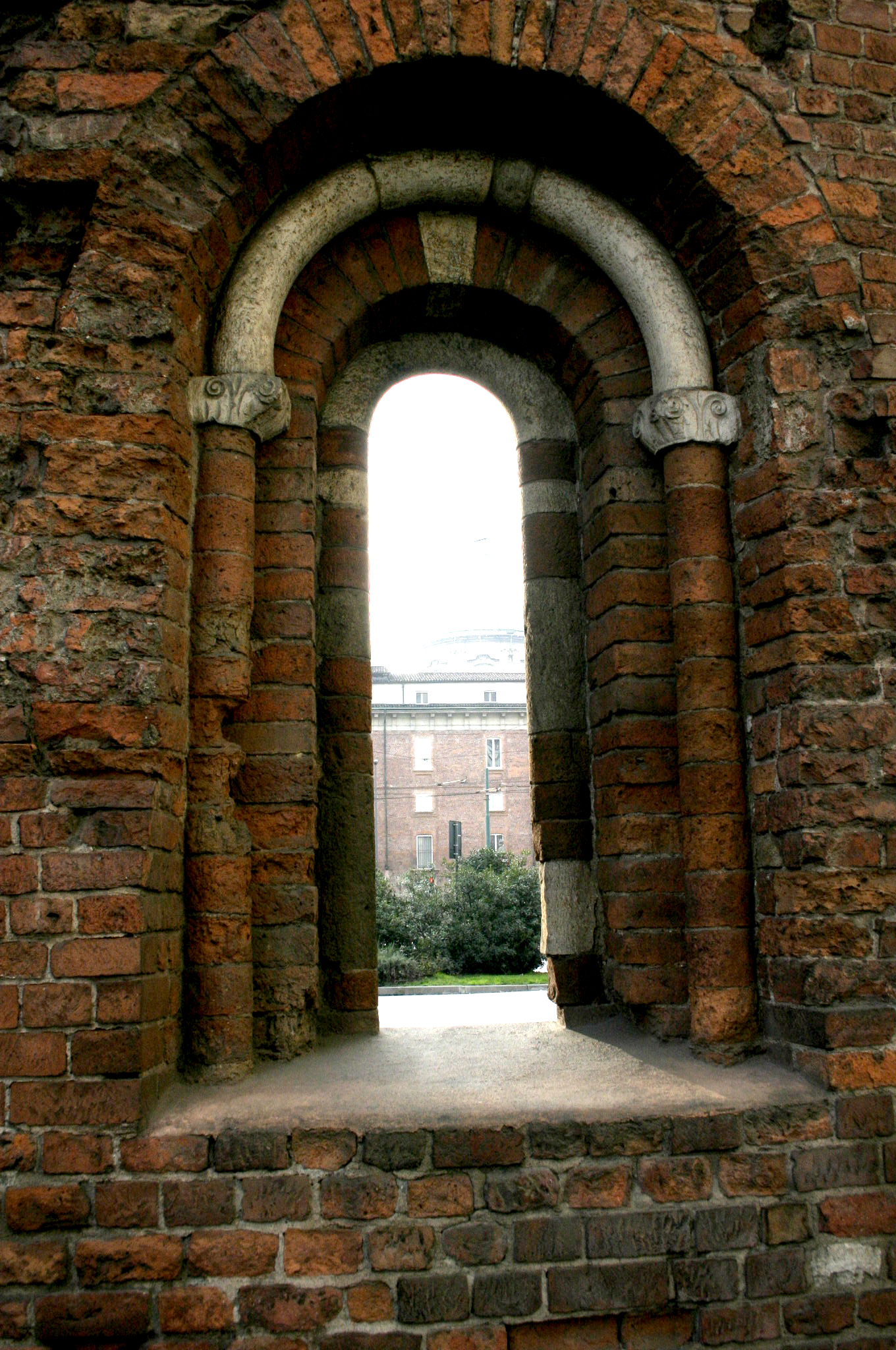
Een monofora

Een monofora is een bepaald type venster met een specifieke vorm, waarbij het venster slechts één opening heeft.
Het is slechts zinvol om te spreken over een monofora indien er ook bifora-vensters aanwezig zijn die stammen uit de romaanse periode, gotische periode, renaissance of periode van eclecticisme in de 19e eeuw.